# 华为畅享8系列
华为畅享8系列是华为于2018年推出的一种手机系列，产品分为华为畅享8e青春版、华为畅享8e、华为畅享8、华为畅享8plus，其中，畅享8e青春版搭载联发科MT6739处理器、后置单摄、金属后盖、2+32G内存组合，畅享8e搭载高通骁龙430处理器、后置双摄、金屬后盖、3+32G内存组合，畅享8搭载后置双摄、塑料后盖、提供3+32与4+64内存组合可选，畅享8plus则是前后双摄、金属后盖、海思麒麟659处理器、提供4+64G与4+128G内存组合可选，但是，每款机型均带有内存卡扩展，最高可扩展至256GB